# Lista de prêmios e indicações recebidos por Al Pacino
Esta é uma lista com os prêmios ganhos e indicações recebidas por Al Pacino.

## Prêmios e indicações
| Academy Awards | Academy Awards         | Academy Awards | Academy Awards | Academy Awards          |
| Ano            | Filme                  | Resultado      | Prêmio         | Categoria               |
| -------------- | ---------------------- | -------------- | -------------- | ----------------------- |
| 1973           | The Godfather          | Nomeado        | Oscar          | Melhor ator coadjuvante |
| 1974           | Serpico                | Nomeado        |                | Melhor ator             |
| 1975           | The Godfather: Part II | Nomeado        |                | Melhor ator             |
| 1976           | Dog Day Afternoon      | Nomeado        |                | Melhor ator             |
| 1980           | ...And Justice for All | Nomeado        |                | Melhor ator             |
| 1991           | Dick Tracy             | Nomeado        |                | Melhor ator coadjuvante |
| 1993           | Glengarry Glen Ross    | Nomeado        |                | Melhor ator coadjuvante |
| 1993           | Scent of a Woman       | Vencido        |                | Melhor ator             |
| 2019           | The Irishman           | Nomeado        |                |                         |

| Academy of Science Fiction, Fantasy & Horror Films | Academy of Science Fiction, Fantasy & Horror Films | Academy of Science Fiction, Fantasy & Horror Films | Academy of Science Fiction, Fantasy & Horror Films | Academy of Science Fiction, Fantasy & Horror Films |
| Ano                                                | Filme                                              | Resultado                                          | Prêmio                                             | Categoria                                          |
| -------------------------------------------------- | -------------------------------------------------- | -------------------------------------------------- | -------------------------------------------------- | -------------------------------------------------- |
| 1991                                               | Dick Tracy                                         | Nomeado                                            | Saturn Award                                       | Melhor ator coadjuvante                            |
| 1998                                               | The Devil's Advocate                               | Nomeado                                            | Saturn Award                                       | Melhor ator                                        |

| American Cinematheque Gala Tribute | American Cinematheque Gala Tribute | American Cinematheque Gala Tribute | American Cinematheque Gala Tribute | American Cinematheque Gala Tribute |
| Ano                                | Filme                              | Resultado                          | Prêmio                             | Categoria                          |
| ---------------------------------- | ---------------------------------- | ---------------------------------- | ---------------------------------- | ---------------------------------- |
| 2005                               |                                    |                                    | American Cinematheque Award        |                                    |

| American Comedy Awards | American Comedy Awards | American Comedy Awards | American Comedy Awards | American Comedy Awards  |
| Ano                    | Filme                  | Resultado              | Prêmio                 | Categoria               |
| ---------------------- | ---------------------- | ---------------------- | ---------------------- | ----------------------- |
| 1991                   | Dick Tracy             | Vencido                | American Comedy Award  | Melhor ator coadjuvante |

| American Film Institute | American Film Institute | American Film Institute | American Film Institute | American Film Institute |
| Ano                     | Filme                   | Resultado               | Prêmio                  | Categoria               |
| ----------------------- | ----------------------- | ----------------------- | ----------------------- | ----------------------- |
| 2007                    |                         |                         | Life Achievement Award  |                         |

| American Movie Awards | American Movie Awards  | American Movie Awards | American Movie Awards | American Movie Awards |
| Ano                   | Filme                  | Resultado             | Prêmio                | Categoria             |
| --------------------- | ---------------------- | --------------------- | --------------------- | --------------------- |
| 1980                  | ...And Justice for All | Nomeado               | Marquee               | Melhor ator           |

| BAFTA Awards | BAFTA Awards                             | BAFTA Awards | BAFTA Awards     | BAFTA Awards                      |
| Ano          | Filme                                    | Resultado    | Prêmio           | Categoria                         |
| ------------ | ---------------------------------------- | ------------ | ---------------- | --------------------------------- |
| 1973         | The Godfather                            | Nomeado      | BAFTA Film Award | Melhor ator coadjuvante revelação |
| 1975         | Serpico                                  | Nomeado      | BAFTA Film Award | Melhor ator                       |
| 1976         | Dog Day Afternoon The Godfather: Part II | Vencido      | BAFTA Film Award | Melhor ator                       |
| 1991         | Dick Tracy                               | Nomeado      | BAFTA Film Award | Melhor ator coadjuvante           |

| Blockbuster Entertainment Awards | Blockbuster Entertainment Awards | Blockbuster Entertainment Awards | Blockbuster Entertainment Awards | Blockbuster Entertainment Awards |
| Ano                              | Filme                            | Resultado                        | Prêmio                           | Categoria                        |
| -------------------------------- | -------------------------------- | -------------------------------- | -------------------------------- | -------------------------------- |
| 2000                             | Any Given Sunday                 | Nomeado                          | Blockbuster Entertainment Award  | Melhor ator                      |

| Boston Film Festival | Boston Film Festival | Boston Film Festival | Boston Film Festival  | Boston Film Festival |
| Ano                  | Filme                | Resultado            | Prêmio                | Categoria            |
| -------------------- | -------------------- | -------------------- | --------------------- | -------------------- |
| 1992                 |                      | Vencido              | Film Excellence Award |                      |

| Boston Society of Film Critics Awards | Boston Society of Film Critics Awards | Boston Society of Film Critics Awards | Boston Society of Film Critics Awards | Boston Society of Film Critics Awards |
| Ano                                   | Filme                                 | Resultado                             | Prêmio                                | Categoria                             |
| ------------------------------------- | ------------------------------------- | ------------------------------------- | ------------------------------------- | ------------------------------------- |
| 1997                                  | Donnie Brasco                         | Vencido                               | BSFC Award                            | Melhor ator                           |

| Chlotrudis Awards | Chlotrudis Awards | Chlotrudis Awards | Chlotrudis Awards | Chlotrudis Awards |
| Ano               | Filme             | Resultado         | Prêmio            | Categoria         |
| ----------------- | ----------------- | ----------------- | ----------------- | ----------------- |
| 1998              | Donnie Brasco     | Nomeado           | Chlotrudis Award  | Melhor ator       |

| David di Donatello Awards | David di Donatello Awards | David di Donatello Awards | David di Donatello Awards | David di Donatello Awards |
| Ano                       | Filme                     | Resultado                 | Prêmio                    | Categoria                 |
| ------------------------- | ------------------------- | ------------------------- | ------------------------- | ------------------------- |
| 1973                      | The Godfather             | Vencido                   | David Especiais           | Por sua atuação           |
| 1974                      | Serpico                   | Vencido                   | David                     | Melhor ator estrangeiro   |

| Directors Guild of America | Directors Guild of America | Directors Guild of America | Directors Guild of America | Directors Guild of America      |
| Ano                        | Filme                      | Resultado                  | Prêmio                     | Categoria                       |
| -------------------------- | -------------------------- | -------------------------- | -------------------------- | ------------------------------- |
| 1997                       | Looking for Richard        | Vencido                    | DGA Award                  | Melhor diretor por documentário |

| Emmy Awards | Emmy Awards       | Emmy Awards | Emmy Awards | Emmy Awards |
| Ano         | Filme             | Resultado   | Prêmio      | Categoria   |
| ----------- | ----------------- | ----------- | ----------- | ----------- |
| 2004        | Angels in America | Vencido     | Emmy        | Melhor ator |

| Film Society of Lincoln Center | Film Society of Lincoln Center | Film Society of Lincoln Center | Film Society of Lincoln Center | Film Society of Lincoln Center |
| Ano                            | Filme                          | Resultado                      | Prêmio                         | Categoria                      |
| ------------------------------ | ------------------------------ | ------------------------------ | ------------------------------ | ------------------------------ |
| 2000                           |                                |                                | Gala Tribute                   |                                |

| Golden Apple Awards | Golden Apple Awards | Golden Apple Awards | Golden Apple Awards | Golden Apple Awards |
| Ano                 | Filme               | Resultado           | Prêmio              | Categoria           |
| ------------------- | ------------------- | ------------------- | ------------------- | ------------------- |
| 1975                |                     | Nomeado             | Golden Apple        | Astro do ano        |

| Golden Globes | Golden Globes           | Golden Globes | Golden Globes          | Golden Globes                                   |
| Ano           | Filme                   | Resultado     | Prêmio                 | Categoria                                       |
| ------------- | ----------------------- | ------------- | ---------------------- | ----------------------------------------------- |
| 1973          | The Godfather           | Nomeado       | Golden Globe           | Melhor ator - drama                             |
| 1974          | Serpico                 | Vencido       | Golden Globe           | Melhor ator - drama                             |
| 1975          | The Godfather: Part II  | Nomeado       | Golden Globe           | Melhor ator - drama                             |
| 1976          | Dog Day Afternoon       | Nomeado       | Golden Globe           | Melhor ator - drama                             |
| 1978          | Bobby Deerfield         | Nomeado       | Golden Globe           | Melhor ator - drama                             |
| 1980          | ...And Justice for All  | Nomeado       | Golden Globe           | Melhor ator - drama                             |
| 1983          | Author! Author!         | Nomeado       | Golden Globe           | Melhor ator - comédia / musical                 |
| 1984          | Scarface                | Nomeado       | Golden Globe           | Melhor ator - drama                             |
| 1990          | Sea of Love             | Nomeado       | Golden Globe           | Melhor ator - drama                             |
| 1991          | Dick Tracy              | Nomeado       | Golden Globe           | Melhor ator coadjuvante                         |
| 1991          | The Godfather: Part III | Nomeado       | Golden Globe           | Melhor ator - drama                             |
| 1993          | Glengarry Glen Ross     | Nomeado       | Golden Globe           | Melhor ator coadjuvante                         |
| 1993          | Scent of a Woman        | Nomeado       | Golden Globe           | Melhor ator - drama                             |
| 2001          |                         | Vencido       | Cecil B. DeMille Award |                                                 |
| 2004          | Angels in America       | Vencido       | Golden Globe           | Melhor ator - minisérie ou filme para televisão |
| 2010          | You Don't Know Jack     | Nomeado       | Golden Globe           | Melhor ator - minisérie ou filme para televisão |
| 2016          | Danny Collins           | Nomeado       | Golden Globe           | Melhor ator - comédia / musical                 |
| 2020          | The Irishman            | Pendente      | Golden Globe           | Melhor ator coadjuvante em cinema               |

| Gotham Awards | Gotham Awards | Gotham Awards | Gotham Awards              | Gotham Awards |
| Ano           | Filme         | Resultado     | Prêmio                     | Categoria     |
| ------------- | ------------- | ------------- | -------------------------- | ------------- |
| 1996          |               |               | Lifetime Achievement Award |               |

| Independent Spirit Awards | Independent Spirit Awards | Independent Spirit Awards | Independent Spirit Awards | Independent Spirit Awards |
| Ano                       | Filme                     | Resultado                 | Prêmio                    | Categoria                 |
| ------------------------- | ------------------------- | ------------------------- | ------------------------- | ------------------------- |
| 1997                      | Looking for Richard       | Vencido                   | Than Fiction Award        |                           |

| Kansas City Film Critics Circle Awards | Kansas City Film Critics Circle Awards | Kansas City Film Critics Circle Awards | Kansas City Film Critics Circle Awards | Kansas City Film Critics Circle Awards |
| Ano                                    | Filme                                  | Resultado                              | Prêmio                                 | Categoria                              |
| -------------------------------------- | -------------------------------------- | -------------------------------------- | -------------------------------------- | -------------------------------------- |
| 1976                                   | Dog Day Afternoon                      | Vencido                                | KCFCC Award                            | Melhor ator                            |

| Karlovy Vary International Film Festival | Karlovy Vary International Film Festival | Karlovy Vary International Film Festival | Karlovy Vary International Film Festival | Karlovy Vary International Film Festival |
| Ano                                      | Filme                                    | Resultado                                | Prêmio                                   | Categoria                                |
| ---------------------------------------- | ---------------------------------------- | ---------------------------------------- | ---------------------------------------- | ---------------------------------------- |
| 1980                                     | ...And Justice for All                   | Vencido                                  | Melhor ator                              | Melhor ator                              |

| London Critics Circle Film Awards | London Critics Circle Film Awards | London Critics Circle Film Awards | London Critics Circle Film Awards | London Critics Circle Film Awards |
| Ano                               | Filme                             | Resultado                         | Prêmio                            | Categoria                         |
| --------------------------------- | --------------------------------- | --------------------------------- | --------------------------------- | --------------------------------- |
| 2003                              | Insomnia                          | Nomeado                           | ALFS Award                        | Melhor ator                       |

| Los Angeles Film Critics Association Awards | Los Angeles Film Critics Association Awards | Los Angeles Film Critics Association Awards | Los Angeles Film Critics Association Awards | Los Angeles Film Critics Association Awards |
| Ano                                         | Filme                                       | Resultado                                   | Prêmio                                      | Categoria                                   |
| ------------------------------------------- | ------------------------------------------- | ------------------------------------------- | ------------------------------------------- | ------------------------------------------- |
| 1975                                        | Dog Day Afternoon                           | Vencido                                     | LAFCA Award                                 | Melhor ator                                 |

| MTV Movie Award | MTV Movie Award      | MTV Movie Award | MTV Movie Award | MTV Movie Award |
| Ano             | Filme                | Resultado       | Prêmio          | Categoria       |
| --------------- | -------------------- | --------------- | --------------- | --------------- |
| 1998            | The Devil's Advocate | Nomeado         | LAFCA Award     | Melhor vilão    |

| National Board of Review | National Board of Review | National Board of Review | National Board of Review | National Board of Review |
| Ano                      | Filme                    | Resultado                | Prêmio                   | Categoria                |
| ------------------------ | ------------------------ | ------------------------ | ------------------------ | ------------------------ |
| 1972                     | The Godfather            | Vencido                  | NBR Award                | Melhor ator coadjuvante  |
| 1973                     | Serpico                  | Vencido                  | NBR Award                | Melhor ator              |

| National Society of Film Critics Award | National Society of Film Critics Award | National Society of Film Critics Award | National Society of Film Critics Award | National Society of Film Critics Award |
| Ano                                    | Filme                                  | Resultado                              | Prêmio                                 | Categoria                              |
| -------------------------------------- | -------------------------------------- | -------------------------------------- | -------------------------------------- | -------------------------------------- |
| 1973                                   | The Godfather                          | Vencido                                | NSFC Award                             | Melhor ator                            |

| Razzie Awards | Razzie Awards | Razzie Awards | Razzie Awards | Razzie Awards         |
| Ano           | Filme         | Resultado     | Prêmio        | Categoria             |
| ------------- | ------------- | ------------- | ------------- | --------------------- |
| 1986          | Revolution    | Nomeado       | Razzie Award  | Pior ator             |
| 2004          | Gigli         | Nomeado       | Razzie Award  | Pior ator coadjuvante |
| 2009          | 88 Minutes    | Nomeado       | Razzie Award  | Pior ator             |

| San Sebastián International Film Festival | San Sebastián International Film Festival | San Sebastián International Film Festival | San Sebastián International Film Festival | San Sebastián International Film Festival |
| Ano                                       | Filme                                     | Resultado                                 | Prêmio                                    | Categoria                                 |
| ----------------------------------------- | ----------------------------------------- | ----------------------------------------- | ----------------------------------------- | ----------------------------------------- |
| 1975                                      | Dog Day Afternoon                         | Vencido                                   | Prize San Sebastián                       | Melhor ator                               |
| 1996                                      |                                           |                                           | Donostia Lifetime Achievement Award       |                                           |

| Satellite Awards | Satellite Awards  | Satellite Awards | Satellite Awards       | Satellite Awards    |
| Ano              | Filme             | Resultado        | Prêmio                 | Categoria           |
| ---------------- | ----------------- | ---------------- | ---------------------- | ------------------- |
| 2000             | The Insider       | Nomeado          | Golden Satellite Award | Melhor ator         |
| 2004             | Angels in America | Nomeado          | Golden Satellite Award | Melhor ator - drama |

| Screen Actors Guild Awards | Screen Actors Guild Awards | Screen Actors Guild Awards | Screen Actors Guild Awards | Screen Actors Guild Awards                      |
| Ano                        | Filme                      | Resultado                  | Prêmio                     | Categoria                                       |
| -------------------------- | -------------------------- | -------------------------- | -------------------------- | ----------------------------------------------- |
| 2004                       | Angels in America          | Vencido                    | Ator                       | Melhor ator - minisérie ou filme para televisão |

| Screen Actors Guild Awards | Screen Actors Guild Awards | Screen Actors Guild Awards | Screen Actors Guild Awards | Screen Actors Guild Awards |
| Ano                        | Filme                      | Resultado                  | Prêmio                     | Categoria                  |
| -------------------------- | -------------------------- | -------------------------- | -------------------------- | -------------------------- |
| 2007                       | Ocean's Thirteen           | Nomeado                    | Teen Choice Award          | Melhor vilão               |

| Television Critics Association Awards | Television Critics Association Awards | Television Critics Association Awards | Television Critics Association Awards | Television Critics Association Awards |
| Ano                                   | Filme                                 | Resultado                             | Prêmio                                | Categoria                             |
| ------------------------------------- | ------------------------------------- | ------------------------------------- | ------------------------------------- | ------------------------------------- |
| 2004                                  | Angels in America                     | Vencido                               | TCA Award                             | Melhor ator - drama                   |

| Valladolid International Film Festival | Valladolid International Film Festival | Valladolid International Film Festival | Valladolid International Film Festival | Valladolid International Film Festival |
| Ano                                    | Filme                                  | Resultado                              | Prêmio                                 | Categoria                              |
| -------------------------------------- | -------------------------------------- | -------------------------------------- | -------------------------------------- | -------------------------------------- |
| 1992                                   | Glengarry Glen Ross                    | Vencido                                | Melhor ator                            | Melhor ator                            |

| Venice Film Festival | Venice Film Festival | Venice Film Festival | Venice Film Festival | Venice Film Festival |
| Ano                  | Filme                | Resultado            | Prêmio               | Categoria            |
| -------------------- | -------------------- | -------------------- | -------------------- | -------------------- |
| 1994                 |                      |                      | Career Golden Lion   |                      |